# Provincia di Anta
La provincia di Anta è una provincia del Perù, situata nella regione di Cusco.

## Geografia antropica

### Suddivisioni amministrative
È divisa in nove distretti:
- Ancahuasi (Ancahuasi)
- Anta (Anta (Perù))
- Cachimayo (Cachimayo)
- Chinchaypujio (Chinchaypujio)
- Huarocondo (Huarocondo)
- Limatambo (Limatambo)
- Mollepata (Mollepata)
- Pucyura (Pucyura)
- Zurite (Zurite)